# Saša Cilinšek
Saša Cilinšek (in serbo Саша Цилиншек?; Novi Sad, 28 gennaio 1982) è un ex calciatore serbo, di ruolo difensore.